# Корнталь-Мюнхинген
Корнталь-Мюнхинген (нем. Korntal-Münchingen) — город в Германии, в земле Баден-Вюртемберг.
Подчинён административному округу Штутгарт. Входит в состав района Людвигсбург. Население составляет 18 609 человек (на 31 декабря 2010 года). Занимает площадь 20,71 км². Официальный код — 08 1 18 080.
В 1819 году несколько христианских семейств основали поселение. Сначала они хотели, подобно многим христианам Бадена и Вюртемберга, переселиться на Украину и юг России, так как немецкое правительство тогда пыталось вмешиваться в дела церкви. Духовно пробуждённые верующие усматривали в этом антихристианские настроения. Но верующему бургомистру Вильгельму Гофману удалось убедить Вюртембергского короля, что в лице этих простых, благочестивых людей он потеряет своих верных подданных. И король предоставил им свободу организовать самоуправляемую общину без вмешательства властей. Церковь назвали «братской». С неё и начался г. Корнталь.

## Города-побратимы
- Миранд (Франция, с 1964)

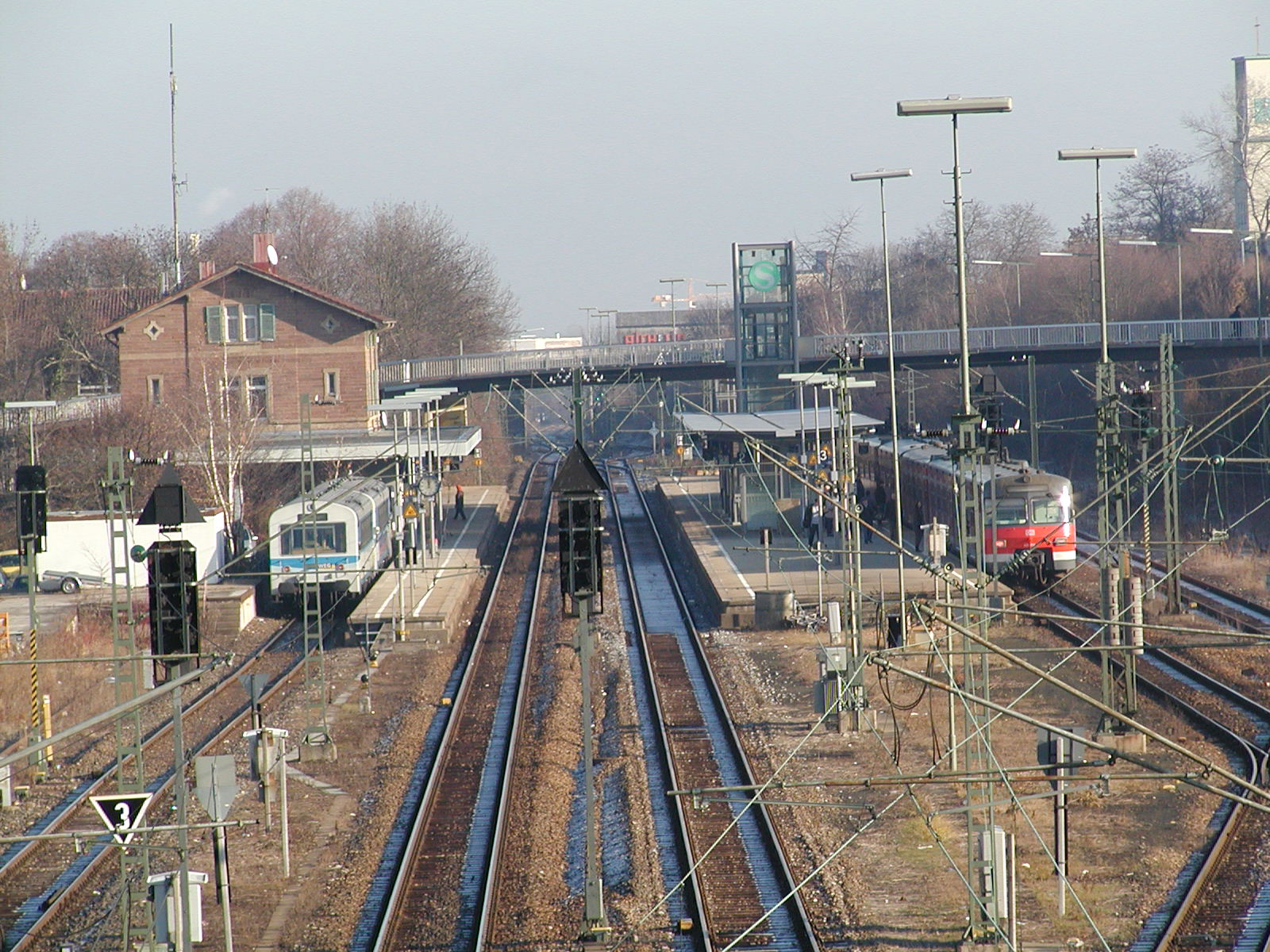
Вокзал